# Asymphylodora tincae
Asymphylodora tincae är en plattmaskart. Asymphylodora tincae ingår i släktet Asymphylodora och familjen Lissorchiidae. Inga underarter finns listade i Catalogue of Life.